# Omocerina viettei
Omocerina viettei är en fjärilsart som beskrevs av Sergius G. Kiriakoff 1970. Omocerina viettei ingår i släktet Omocerina och familjen tandspinnare. Inga underarter finns listade i Catalogue of Life.